# كمال الشناوي
كمال الشناوي (26 ديسمبر 1918 – 22 أغسطس 2011)، ممثل مصري. قدّم أكثر من مائتي عمل في السينما والتلفزيون. يعد أحد دنجوانات السينما المصرية، ولد في مدينة ملكال بالسودان، انتقل إلى العيش في مصر مع والده حيث استقر بهما المقام في مدينة المنصورة.
آخر أعماله كان المشاركة في فيلم ظاظا عام 2006.

## النشأة
ولد عام 1918 في مدينة ملكال في السودان والذي كان آنذاك مع مصر يشكلان المملكة المصرية، انتقل إلى العيش في مصر مع والده حيث استقر بهما المقام في مدينة المنصورة.، وفي بعض المصادر يشار إلى أنّه ولد يوم 26 ديسمبر لعام 1921م في مدينة المنصورة بمحافظة الدقهلية. عاش بداية حياته في السيدة زينب، تخرج في كلية التربية الفنية جامعة حلوان، كان عضواً في فرقة المنصورة الابتدائية، والتحق بمعهد الموسيقى العربية ثم عمل مدرساً للرسم.

## أعماله
في عام 1947 مثل أول أفلامه «غنى حرب»، وفي نفس العام «حمامه سلام» و«عدالة السماء». في عام 1965 أخرج فيلم «تنابلة السلطان» وهو الفيلم الوحيد الذي أخرجه.
قدم كمال الشناوي العديد من الأدوار على مدار حياته والتي تنوعت من الخير للشر والدراما والكوميديا في أكثر من 272 فيلماً قدمهم طوال حياته ، أبدع وأيضاً أنتجه وفشل في تحقيق تكاليفه. في أدوار الحب والخير يبعث عليك الإحساس برقة حبه واهتمامه بمحبوته لإبداعه في صدق التعبير الذي تميز به، وفي الشر مثل ضابط أمن الدولة بالكرنك وغيره من الأفلام فأعطى شكلاً للشر الكامن المختفي وراء طباع هادئة.
شارك في العديد من الثنائيات الناجحة التي تركت الكثير من الأعمال التي لاتنسى فقد قدم ثنائياً مع إسماعيل ياسين ومع فاتن حمامة ومع شادية. وكان آخر أعماله فيلم ظاظا عام 2006.

### أفلام
| 1. ظاظا 2006 2. جحيم تحت الأرض 2001 3. رجل له ماضي 2000 4. الواد محروس بتاع الوزير 1999 5. ضربة جزاء 1995 6. طأطأ وريكا وكاظم بيه 1995 7. لحم رخيص 1995 8. الصاغة 1994 9. أجدع ناس 1993 10. الشطار 1993 11. 131 أشغال 1993 12. الثعالب 1993 13. الإرهاب والكباب 1993 14. آي آي 1993 15. مهمة في تل ابيب 1992 16. زوجتي والذئب 1992 17. الخطوة الدامية 1992 18. الشيطان يقدم حلا 1991 19. بيا ناس يا هووه 1991 20. الجبلاوي 1991 21. الدكتورة منال ترقص 1991 22. شوادر 1990 23. العقرب 1990 24. الخطر 1990 25. حلاوة الروح 1990 26. موعد مع الرئيس 1990 27. العجوز والبلطجي 1989 28. فضيحة العمر 1989 29. شقاوة في ال 70 1988 30. ملف سامية شعراوي 1988 31. ضربة معلم 1987 32. عزبة الصفيح 1987 33. الفحامين 1987 34. الوحل 1987 35. المخطوفة 1987 36. البيت الملعون 1987 37. الهروب من الخانكة 1986 38. الحناكيش 1986 39. انتحار صاحب الشقة 1986 40. موت سميرة 1985 41. الملائكة 1984 42. العوامة 70 1982 43. انهيار 1982 44. القضية المشهورة 1978 45. الكرنك 1975 | 1. المذنبون 1975 2. بديعة مصابني 1975 3. الهارب 1974 4. الوفاء العظيم 1974 5. أرملة ليلة الزفاف 1974 6. الرجل الآخر 1973 7. نساء الليل 1973 8. دمي ودموعي وابتسامتي 1973 9. اعترافات امرأه 1971 10. الرجل المناسب 1970 11. لصوص على الموعد 1970 12. الأضواء 1970 13. زوجة بلا رجل 1969 14. أنا ومراتي والجو 1969 15. الرجل الذي فقد ظله 1968 16. نورا 1967 17. بيت الطالبات 1967 18. اغفر لي خطيئتي 1967 19. كنوز 1966 20. الوديعة 1965 21. المستحيل 1965 22. تنابلة السلطان 1965 23. هل أنا مجنونة 1964 24. الشيطان الصغير 1963 25. عريس لأختي 1963 26. على ضفاف النيل 1963 27. القاهرة 1963 28. البدوية العاشقة 1963 29. زوجة ليوم واحد 1963 30. من غير أمل 1963 31. سر الهاربة 1963 32. الليالي الدافئة 1962 33. اللص والكلاب 1962 34. أيام بلا حب 1962 35. خذني بعاري 1962 36. طريق الدموع 1961 37. فطومة 1961 38. الأزواج والصيف 1961 39. الليالي الدافئة (1961) 40. تحت سماء المدينة 1961 41. حب وعذاب 1961 42. العاشقة 1960 43. غراميات امرأة 1960 44. معا إلى الأبد 1960 45. سكر هانم 1960 46. ثلاثة رجال وامرأة 1960 47. زوجة من الشارع 1960 | 1. البنات والصيف 1960 2. أقوى من الحياة 1960 3. حبي الوحيد 1960 4. شمس لا تغيب 1959 5. عاشت للحب 1959 6. عش الغرام 1959 7. لن أعود 1959 8. المرأة المجهولة 1959 9. ارحم حبي 1959 10. قلوب العذارى 1958 11. غرام المليونير 1957 12. لواحظ 1957 13. حياة غانية 1957 14. الأرملة الطروب 1956 15. صحيفة السوابق 1956 16. الغريب 1956 17. قلوب حائرة 1956 18. كفاية يا عين 1956 19. وداع في الفجر 1956 20. أحلام الربيع 1955 21. عاشق الروح 1955 22. الغائبة 1955 23. مدرسة البنات 1955 24. الجسد 1955 25. انتصار الحب 1955 26. بنات الليل 1955 27. دعوني أعيش 1955 28. الحبيب المجهول 1955 29. رسالة غرام 1954 30. العاشق المحروم 1954 31. لمين هواك 1954 32. اعترافات زوجة 1954 33. مغامرات إسماعيل يس 1954 34. إلحقوني بالمأذون 1954 35. الملاك الظالم 1954 36. حدث ذات ليلة 1954 37. الأرض الطيبة 1954 38. طريق السعادة 1953 39. قلبي على ولدي 1953 40. نشالة هانم 1953 41. بين قلبين 1953 42. الحموات الفاتنات 1953 43. نساء بلا رجال 1953 44. جحيم الغيرة 1953 45. بيني وبينك 1953 46. دكتور بالعافية 1953 | 1. قليل البخت 1952 2. الهوا مالوش دوا 1952 3. مسمار جحا 1952 4. مصري في لبنان 1952 5. من القلب للقلب 1952 6. الأستاذة فاطمة 1952 7. حياتي أنت 1952 8. بشرة خير 1952 9. ليلة الحنة 1951 10. في الهوا سوا 1951 11. بيت الأشباح 1951 12. خضرة والسندباد القبلي 1951 13. المعلم بلبل 1951 14. الدنيا حلوة 1951 15. ظلموني الناس 1950 16. كيد النساء 1950 17. أمير الانتقام 1950 18. حبايبي كتير 1950 19. أيام شبابي 1950 20. بابا أمين 1950 21. ست الحسن 1950 22. مغامرات خضرة 1950 23. ماكانش على البال 1950 24. ساعة لقلبك 1950 25. جوز الأربعة 1950 26. بابا عريس 1950 27. حبايبي كتير 1950 28. شارع البهلوان 1949 29. القاتلة 1949 30. المرأة 1949 31. بنت العمدة 1949 32. هدى 1949 33. حلاوة 1949 34. سر الأميرة 1949 35. الروح والجسد 1948 36. عدل السماء 1948 37. العقاب 1948 38. نحو المجد 1948 39. أميرة الجزيرة 1948 40. حمامة السلام 1948 41. السعادة المحرمة 1948 42. خلود 1948 43. خيال امرأة 1948 44. سجى الليل 1948 45. غني حرب 1947 46. سامحني |

## مسلسلات
| 1. الجانب الآخر من الشاطىء 2008 2. لقاء السحاب 2004 3. آخر المشوار 2003 4. لدواعي أمنية 2002 | 1. العائلة والناس 2001 2. اعترافاتي 1996 3. اولاد حضرة الناظر 1991 4. نار ودخان 1992 5. هند والدكتور نعمان 1984 | 1. الاحباب والمصير 1984 2. أبرياء في قفص الاتهام 1983 3. الأصابع الرهيبة 1979 4. زينب والعرش 1979 | 1. السمان والخريف 1978 2. رجل عاش مرتين 1978 3. ابتسمت الدموع إذاعي 1900 4. القيثارة الحزينة إذاعي 1900 5. علي عليوة 1900 |

بالإضافة إلى برنامج ماستر سين عام 1996

## الجوائز والتكريم
نال كمال الشناوي في حياته العديد من الجوائز:
- جائزة شرف من مهرجان المركز الكاثوليكي في 1960.
- جائزة الامتياز في التمثيل من مهرجان جمعية الفيلم في 1992.

## الوفاة
توفي فجر يوم الاثنين 22 أغسطس 2011م، الموافق 22 رمضان من عام 1432هـ، عن عمر ناهز 89 عامًا بعد صراع مع مرض السرطان.

## وصلات خارجية
- كمال الشناوي على موقع IMDb (الإنجليزية)
- كمال الشناوي على موقع الدهليز
- كمال الشناوي على موقع قاعدة بيانات الأفلام العربية
- كمال الشناوي على موقع ألو سيني (الفرنسية)
- كمال الشناوي على موقع قاعدة بيانات الفيلم (الإنجليزية)
- كمال الشناوي على موقع كينوبويسك (الروسية)